# Warburg-Haus
Das Warburg-Haus an der Heilwigstraße 116 in Hamburg-Eppendorf ist ein interdisziplinäres Forum für Kunst- und Kulturwissenschaften. Es ist eine Einrichtung der Universität Hamburg sowie der Aby-Warburg-Stiftung und hat nichts mit dem Warburg-Haus in New York gemein.

## Geschichte

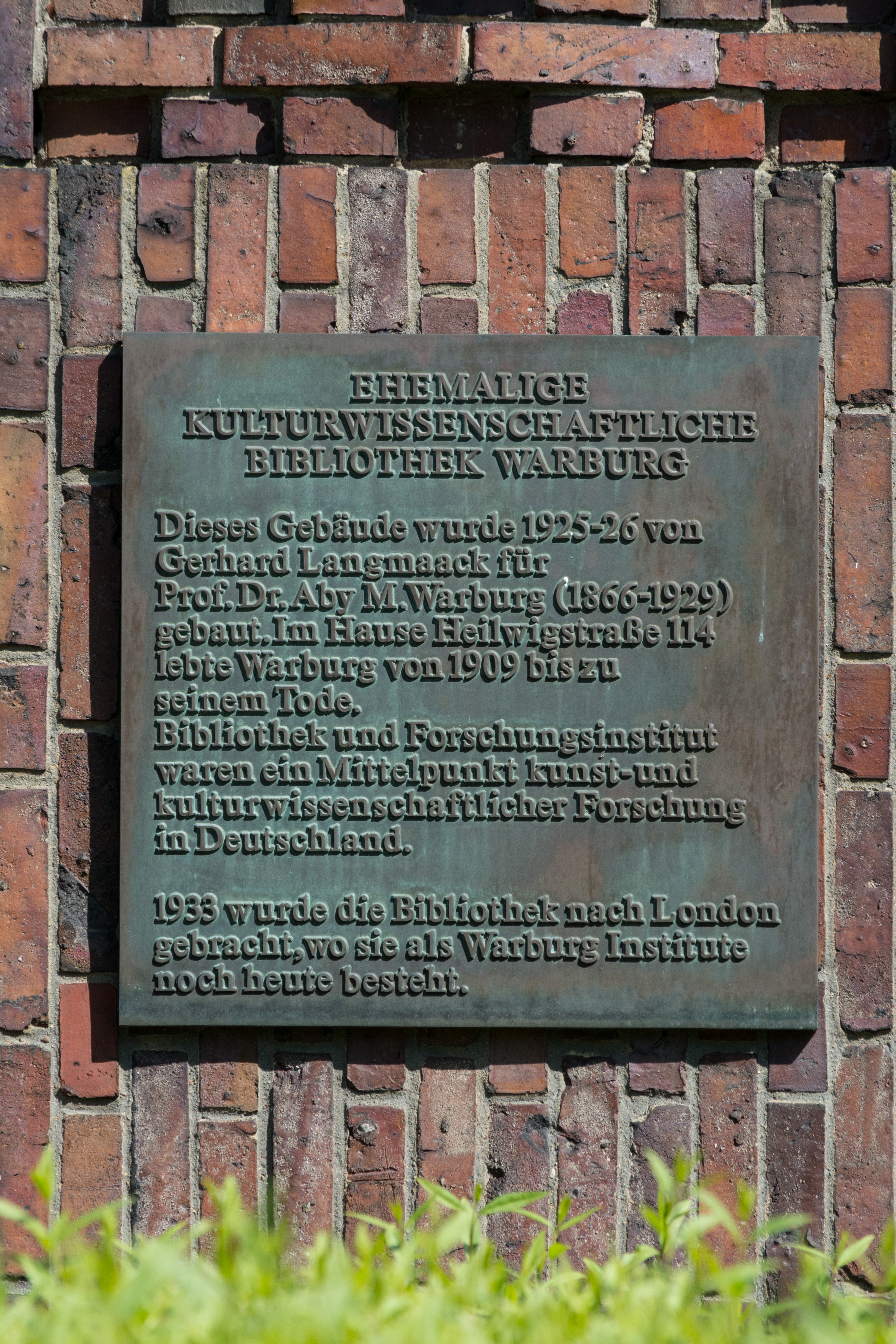
Tafel am Gebäude, die an die ehemalige Kulturwissenschaftliche Bibliothek Warburg erinnert, 2015

1909 zog der aus der jüdischen Bankiersfamilie Warburg stammende Aby Warburg mit seiner Frau Mary Warburg und den gemeinsamen Kindern in das Haus Heilwigstraße 114 und erwarb zudem vorausschauend das Nachbargrundstück Heilwigstraße 116. Die Räume des Hauses Nr. 114 dienten Aby Warburg zugleich als ständig wachsende, kulturwissenschaftliche Bibliothek, improvisierte Vortragssäle und Büros. Um der Kulturwissenschaftlichen Bibliothek Warburg als inzwischen etablierte Institution auch eine räumlich angemessene Präsenz zu verleihen, entschied er sich für einen Neubau auf dem Grundstück Nr. 116. Nachdem 1923 der Entwurf des Architekten Felix Ascher missfiel, steuerte Fritz Schumacher, als Freund Warburgs und Oberbaudirektor, die ersten Ideen zur Gestalt des Gebäudes bei und empfahl Gerhard Langmaack als Architekten, der in enger Absprache und Auseinandersetzung mit Warburg die Gestalt des Gebäudes entwickelte. Der Baubeginn war 1925 und die Einweihungsrede von Ernst Cassirer, nach dem Bauende, fand am 1. Mai 1926 statt.
Im Dezember 1933 wurde die Kulturwissenschaftliche Bibliothek Warburg nach London verschifft, um sie dem Zugriff der an die Macht gekommenen Nationalsozialisten zu entziehen. In Hamburg verblieb Archivmaterial von 1500 Büchern, Broschüren und Zeitschriften sowie eine große Menge von Zeitungsausschnitten, das als verschollen gilt. Am 28. November 1944 wurde die Bibliothek der Universität London angegliedert. Daraus entstand das Warburg Institute.
Das Haus selbst war bis 1993 Sitz verschiedener Unternehmen, wie zum Beispiel der Neue Deutsche Wochenschau Gesellschaft mbh, die hier die Neue Deutsche Wochenschau und die erste Tagesschau produzierte, oder einer Pharmafirma wie auch einer Werbefirma. 1983 wurde das Gebäude unter Denkmalschutz gestellt. 1993 erwarb die Hansestadt Hamburg das Gebäude und ließ es zwei Jahre lang denkmalgerecht renovieren. Das Haus und das Haus Nr. 114 sind in der Liste der Kulturdenkmäler in Hamburg-Eppendorf aufgeführt.

## Gegenwart

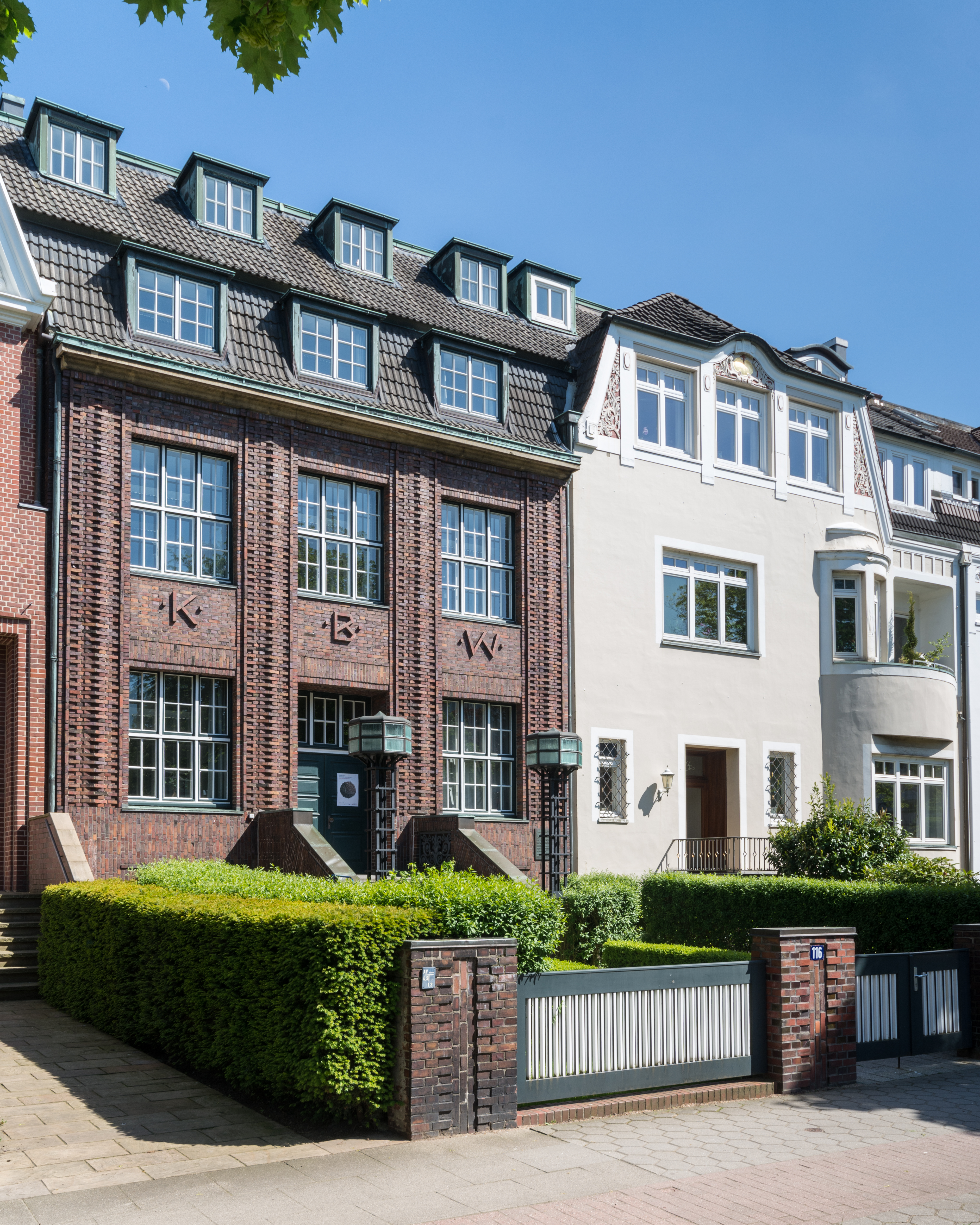
Warburg-Haus, Heilwigstraße 116, und das ehemalige Wohnhaus von Aby Warburg, Heilwigstraße 114, 2015

1995 übergab der Bürgermeister Henning Voscherau das Haus der Aby-Warburg-Stiftung. Seit der Eröffnung im Mai 1995 firmiert das Haus unter dem Namen Warburg-Haus und wird als ein interdisziplinäres Forum für Kunst- und Kulturwissenschaften genutzt. Es ist eine Einrichtung der Universität Hamburg sowie der Aby-Warburg-Stiftung und wird von der Behörde für Wissenschaft und Forschung gefördert. Es widmet sich geistes- und kulturgeschichtlicher Spitzenforschung und wirkt gleichzeitig durch die gesellschaftspolitische Relevanz seiner Themen und Methoden auch in der Öffentlichkeit. Es sieht sich seiner Geschichte und der Tradition von Forscherpersönlichkeiten wie Aby Warburg, Erwin Panofsky und Ernst Cassirer verpflichtet.
Die Preisverleihung des Wissenschaftspreises der Aby-Warburg-Stiftung, der nicht mit dem Aby-Warburg-Preis verwechselt werden sollte, wird regelmäßig im Bibliothekssaal des Warburg-Hauses abgehalten. Die Bibliothek ist in dem Gemeinsamen Bibliotheksverbund (GBV) mit eingebunden.
Das Haus beherbergt verschiedene Archive:
- Das Warburg-Archiv, das sich der Forscherpersönlichkeit Aby Warburgs widmet, sowie der von ihm begründeten kulturwissenschaftlichen Bibliothek und den in ihrem Umkreis tätigen Wissenschaftlern. Es vermittelt ferner Auskunft über die Vorgeschichte und Geschichte des Hamburger Kunstgeschichtlichen Seminars, die Geschichte des Faches Kunstgeschichte sowie über die Wiederbelebung des historischen Bibliotheksgebäudes als Warburg-Haus seit den 1990er Jahren.
- Das Heckscher-Archiv, das den Nachlass des Kunsthistorikers und Humanisten William Heckscher verwahrt und erschließt.
- Das Archiv Hamburger Kunst beinhaltet das Bruhns-Archiv, Kottnik-Archiv und die Korrespondenz Rolf Nesch – Familie des Arts.
- Das Bruhns-Archiv, auch Archiv für verfolgte Kunst in Hamburg (AVK), das von der Kunsthistorikerin Maike Bruhns zusammengetragen wurde, thematisiert die Hamburger Kunst des 20. und 21. Jahrhunderts, insbesondere die Künstlerverfolgung in der Zeit des Nationalsozialismus. Es enthält umfangreiches Material zu ca. 450 Künstlern und Institutionen der Hamburger Kunstszene, darunter zu Verfemten und Verfolgten der Verschollenen Generation, wie zum Beispiel Künstler der Hamburgischen Sezession, aber auch zu regimekonformen Künstlern.
- Das Kottnik-Archiv beinhaltet gesammeltes Material von Carl Walter Kottnik zu ca. 100 ASSO-Künstlern.
- Die Korrespondenz Rolf Nesch – Familie des Arts umfasst 325 Schriftstücke des Gedankenaustausches der Sammlerfamilie mit dem Künstler Rolf Nesch zwischen 1922 und 1973.[3]